# Championnat d'Amérique du Sud de rugby à XV 2001
Navigation
Championnat 2000 Championnat 2002
Le Championnat d'Amérique du Sud de rugby à XV 2001 est une compétition de rugby à XV organisée par la Confederación sudamericana de rugby. La 23e édition se déroule du 6 octobre au 17 novembre 2001 et est remportée par l'équipe d'Argentine.

## Équipes participantes
| Division A - Argentine - Chili - Uruguay - Paraguay | Division B - Brésil - Colombie - Venezuela - Pérou |

## Division A

### Format
L'Argentine, le Chili, l'Uruguay et le Paraguay disputent des matchs sous la forme d'un tournoi. Le premier est déclaré vainqueur.

### Classement
| Rang | Nation        | J | V | N | D | Pm  | Pe  | Diff | Pts |
| ---- | ------------- | - | - | - | - | --- | --- | ---- | --- |
| 1    | Argentine (T) | 3 | 3 | 0 | 0 | 174 | 45  | +129 | 9   |
| 2    | Uruguay       | 3 | 2 | 0 | 1 | 95  | 78  | +17  | 7   |
| 3    | Chili         | 3 | 1 | 0 | 2 | 78  | 68  | +10  | 5   |
| 4    | Paraguay      | 3 | 0 | 0 | 3 | 23  | 179 | -156 | 3   |

|  | Vainqueur (no 1).        |
|  | T : Tenant du titre 2000 |

### Résultats
| 6 octobre 2001 | Uruguay | 62 – 8 | Paraguay | Montevideo |
| 6 octobre 2001 |         |        |          | Montevideo |
| 6 octobre 2001 |         |        |          | Montevideo |

| 13 octobre 2001 | Uruguay | 26 – 7 | Chili | Montevideo |
| 13 octobre 2001 |         |        |       | Montevideo |
| 13 octobre 2001 |         |        |       | Montevideo |

| 27 octobre 2001 | Chili | 48 – 0 | Paraguay | Santiago |
| 27 octobre 2001 |       |        |          | Santiago |
| 27 octobre 2001 |       |        |          | Santiago |

| 10 novembre 2001 | Paraguay | 15 – 69 | Argentine | Asuncion |
| 10 novembre 2001 |          |         |           | Asuncion |
| 10 novembre 2001 |          |         |           | Asuncion |

| 17 novembre 2001 | Chili | 23 – 42 | Argentine | Santiago |
| 17 novembre 2001 |       |         |           | Santiago |
| 17 novembre 2001 |       |         |           | Santiago |

| 24 novembre 2001 | Argentine | 63 – 7 | Uruguay | Buenos Aires |
| 24 novembre 2001 |           |        |         | Buenos Aires |
| 24 novembre 2001 |           |        |         | Buenos Aires |

## Division B

### Format
Le Brésil, la Colombie, le Pérou et le Venezuela disputent le tournoi du 6 octobre au 17 novembre 2001. Le premier est déclaré vainqueur.

### Classement
| Rang | Nation    | J | V | N | D | Pm  | Pe  | Diff | Pts |
| ---- | --------- | - | - | - | - | --- | --- | ---- | --- |
| 1    | Brésil    | 3 | 3 | 0 | 0 | 112 | 24  | +88  | 9   |
| 2    | Venezuela | 3 | 2 | 0 | 1 | 104 | 33  | +71  | 7   |
| 3    | Pérou     | 3 | 1 | 0 | 2 | 59  | 110 | -51  | 5   |
| 4    | Colombie  | 3 | 0 | 0 | 3 | 22  | 130 | -108 | 3   |

|  | Vainqueur (no 1). |

### Résultats
| 6 octobre 2001 | Venezuela | 55 – 0 | Colombie | Caracas |
| 6 octobre 2001 |           |        |          | Caracas |
| 6 octobre 2001 |           |        |          | Caracas |

| 13 octobre 2001 | Venezuela | 46 – 19 | Pérou | Caracas |
| 13 octobre 2001 |           |         |       | Caracas |
| 13 octobre 2001 |           |         |       | Caracas |

| 27 octobre 2001 | Brésil | 51 – 9 | Pérou | Varginha |
| 27 octobre 2001 |        |        |       | Varginha |
| 27 octobre 2001 |        |        |       | Varginha |

| 3 novembre 2001 | Colombie | 12 – 47 | Brésil | Bogota |
| 3 novembre 2001 |          |         |        | Bogota |
| 3 novembre 2001 |          |         |        | Bogota |

| 17 novembre 2001 | Brésil | 14 – 3 | Venezuela | São Paulo |
| 17 novembre 2001 |        |        |           | São Paulo |
| 17 novembre 2001 |        |        |           | São Paulo |

| 17 novembre 2001 | Pérou | 31 – 10 | Colombie | Lima |
| 17 novembre 2001 |       |         |          | Lima |
| 17 novembre 2001 |       |         |          | Lima |